# NGC 7113
NGC 7113 (NGC 7112) je eliptična galaktika u zviježđu Pegazu. Naknadno je utvrđeno da je NGC 7112 ista galaktika.

## Vanjske poveznice
- (engl.) SEDS: NGC 7113
- (engl.) Hartmut Frommert: Revidirani Novi opći katalog
- (engl.) Izvangalaktička baza podataka NASA-e i IPAC-a
- (engl.) Astronomska baza podataka SIMBAD
- (engl.) VizieR
- DSS-ova slika NGC 7113  Arhivirana inačica izvorne stranice od 31. ožujka 2016. (Wayback Machine)
- (engl.) Auke Slotegraaf: NGC 7113 Deep Sky Observer's Companion
- (engl.) Courtney Seligman: Objekti Novog općeg kataloga: NGC 7100 - 7149